# Bucium-Sat
Bucium-Sat – wieś w Rumunii, w okręgu Alba, w gminie Bucium. W 2011 roku liczyła 177 mieszkańców.